# 올 나이트 닛폰
올 나이트 닛폰(オールナイトニッポン, All Night Nippon)은 닛폰 방송에서 방송중인 심야 라디오 프로그램이다. 1967년 10월 1일부터 방송중이다.

## 진행자
- 월요일: 야마다 유키
- 화요일: 호시노 겐
- 수요일: 노기사카 46
- 목요일: 나인티나인
- 금요일: 마블링 명성
- 토요일: 오드리

## 특이사항
- 긴키 지방에서는 마이니치 방송과 아사히 방송의 라디오가 자체 편성 관계로 오사카 방송에서 송출한다.
- 주부 지방에서는 NRN에 가입한 도카이라디오방송이 당시 지역 자체 편성이라 주부닛폰 방송에서 방송 중이다. (대신 도카이라디오방송은 분카 방송의 프로그램이 방송되고 있다.)